# Педро Феблес
Педро Феблес (ісп. Pedro Febles, 18 квітня 1958, Санта-Крус-де-Тенерифе — 14 грудня 2011, Каракас) — венесуельський футболіст, що грав на позиції нападника, зокрема за національну збірну Венесуели.

## Клубна кар'єра
Народжений в Іспанії гравець перебрався до Венесуели і в дорослому футболі дебютував 1978 року виступами за месцевий «Депортіво Італія», в якому провів два сезони. 
Згодом з 1980 по 1987 рік грав у складі команд «Депортіво Галісія», «Атлетіко» (Сан-Крістобаль) та «Депортіво Тачира».
1987 року перейшов до клубу «Марітімо де Венесуела», за який відіграв два сезони. Завершив професійну кар'єру футболіста виступами за цю команду у 1989 році.

## Виступи за збірні
1980 року  захищав кольори олімпійської збірної Венесуели. У складі цієї команди провів 1 матч. У складі збірної — учасник футбольного турніру на Олімпійських іграх 1980 року у Москві.
1979 року дебютував в офіційних матчах у складі національної збірної Венесуели.
У складі збірної був учасником розіграшу Кубка Америки 1979 року, розіграшу Кубка Америки 1983 року, а також розіграшу Кубка Америки 1989 року.
Загалом протягом кар'єри у національній команді, яка тривала 11 років, провів у її формі 25 матчів, забивши 5 голів.
Помер 14 грудня 2011 року на 54-му році життя в Каракасі.

## Титули і досягнення
- Срібний призер Ігор Центральної Америки та Карибського басейну: 1978